# Murgang

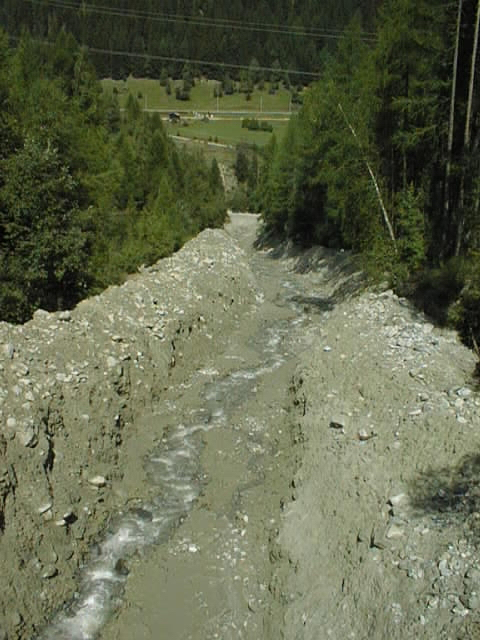
Randwälle einer Murbahn

Ein Murgang (auch Mure, Gisse oder Rüfe genannt, in den Medien oft umgangssprachlich Schlammlawine) ist ein Erdrutsch, bei dem ein Strom aus Schlamm und gröberem Gesteinsmaterial im Gebirge schnell talwärts fließt, physikalisch vergleichbar mit einer sehr groben wässrigen Suspension. Murgänge haben einen hohen Feststoffgehalt und dadurch bedingt eine hohe Dichte (bis 2,6 g/cm3). Ein Murgang kann einige hunderttausend Kubikmeter Material transportieren. Durch seine Energie kann er große Verwüstungen anrichten. Die meist klar ausgeprägte Front kann eine Geschwindigkeit von bis zu 60 km/h erreichen.

## Entstehung und Ablauf
Ein Murgang entsteht, wenn im steilen Gelände wenig verfestigtes Material (Geröll, Schutt und Erdmaterial) wasserübersättigt wird und, meist allein durch Einwirkung der Schwerkraft, in Bewegung gerät. Ausgelöst wird die Durchnässung meistens durch starke oder lang anhaltende Niederschläge oder die Schneeschmelze, zunehmend jedoch auch durch das Abschmelzen von Gletschern oder Permafrostböden durch die Erderwärmung. Murgänge folgen meist bestehenden Bachbetten oder Rinnen und erweitern sie stark, sie können aber auch eine neue Rinne erodieren. Grobe Korngrößen (Steine, Blöcke) konzentrieren sich an der Murenfront, die Material bis hin zu metergroßen Felsblöcken und Baumstämmen mitreißen kann. Schon entlang des Fließweges wird einiges von dem transportierten Material in Randwällen (Levées) wieder abgelagert. Die Bewegung endet meist am Hangfuß, wo das Gefälle nachlässt. Dort lagert sich das Material zungenförmig ab. Durch wiederholte Murgänge bilden sich Ablagerungskegel (Murkegel oder Murenhalde). Wegen des hohen Feststoffgehalts und der damit verbundenen Zähigkeit des abgehenden Gemischs findet bei der Akkumulation eine Sortierung kaum statt.

## Gefahren

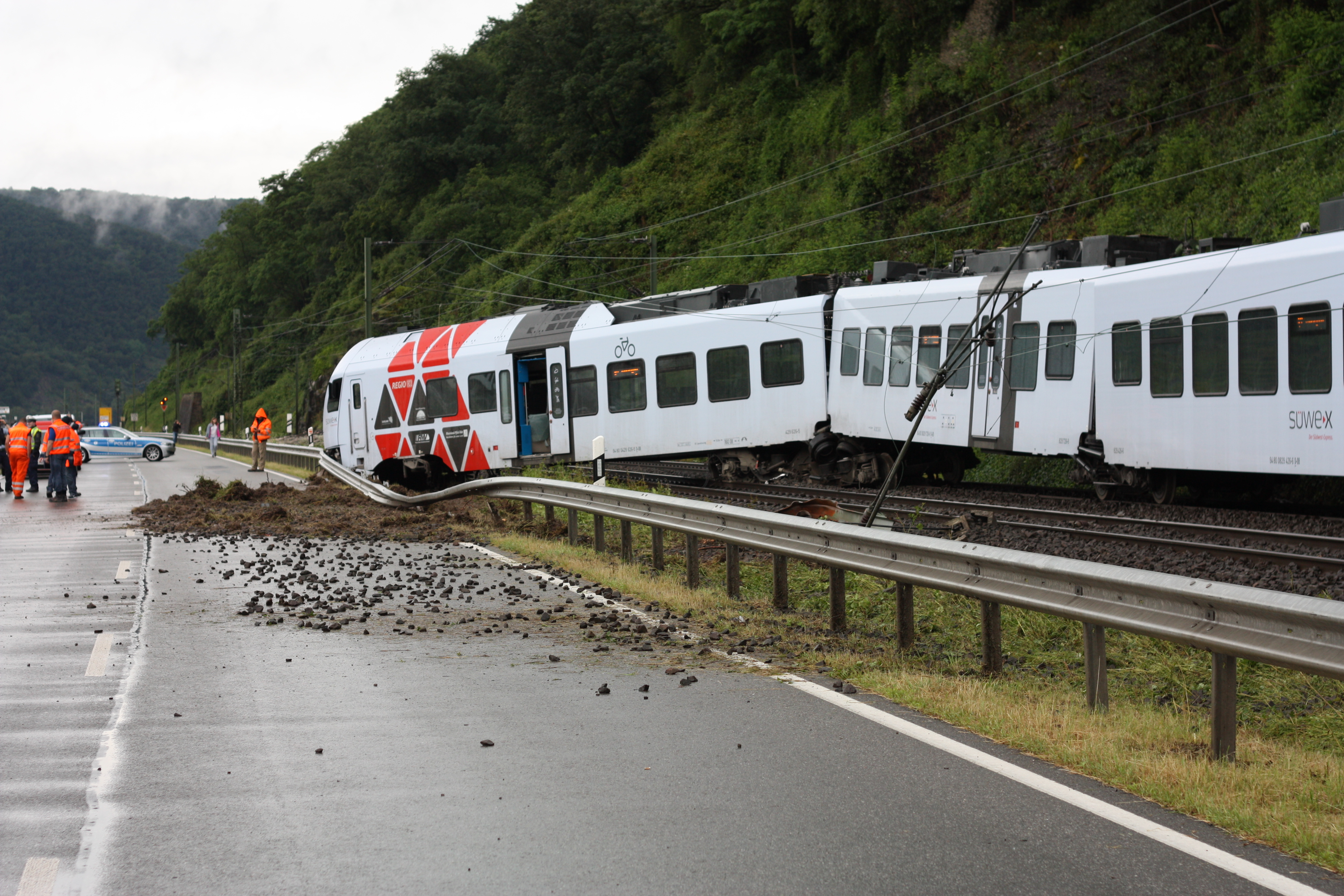
Zugentgleisung infolge eines Murganges

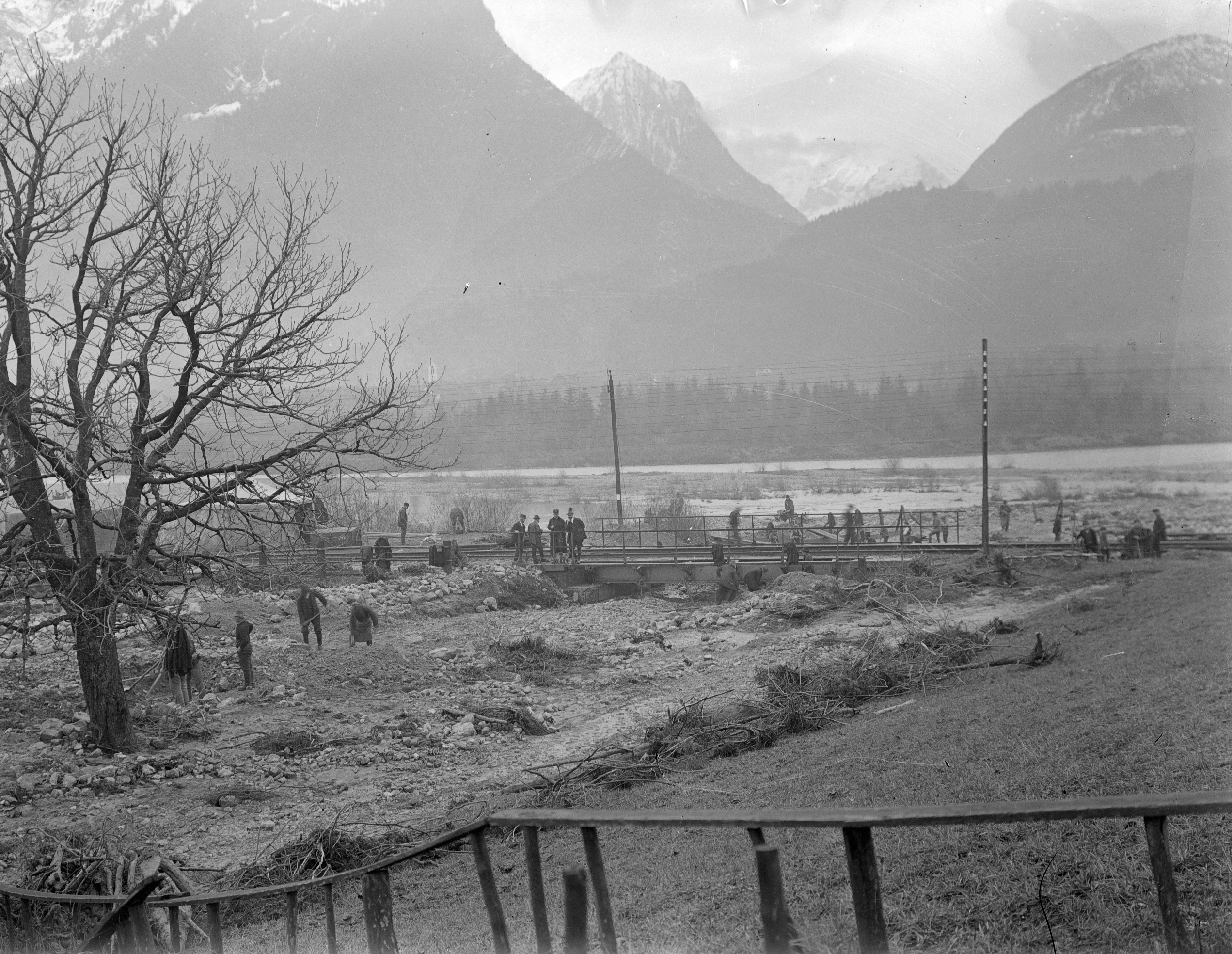
Murgang aus dem Galgentobel in Bludenz/Nüziders im Dezember 1918. Die Mure wälzte sich nach dem Verlassen des Steilgeländes noch über einen Kilometer weit durch wenig geneigtes Terrain bis zum Talboden.

Ein Murgang hat deutlich mehr Energie als ein Hochwasser und richtet erheblich höheren Schaden an. Ein mit voller Wucht auftreffender Murgang kann Häuser, Verkehrswege und Brücken zerstören. Oft werden Straßen und die Erdgeschosse von Häusern meterhoch mit dem Schlamm-Geröllgemisch verschüttet. Dies geschieht unter anderem, wenn Bachläufe in Ortschaften zu eng kanalisiert sind, mitgerissene Baumstämme Brücken oder Durchlässe verklausen und der Murgang dort über die Ufer tritt. Wegen der oft langen Zeiträume zwischen einzelnen Murgängen ist diese Gefahr den meisten Anwohnern nicht bekannt.
Zur Vorbeugung gegen Murgänge und Murgangschäden gehören:
- Gefahrenzonenplanung
- Bauliche Schutzmaßnahmen wie Geröllsperren, Rückhaltedämme oder Ablenkbauwerke
- Verbreitern kanalisierter Bäche und Vermeidung von Engpässen (besonders bei Brücken), damit der Murgang nicht über die „Kanalufer“ tritt (in Brig wurde zum Beispiel nach der Katastrophe von 1993 eine automatische Hubbrücke gebaut)
- Säuberung der Gebirgsbäche von losem Material (Bäume, Äste und Geröll), das einen Murgang auslösen oder nähren kann
- Murgangwarnungen (noch in einem experimentellen Stadium)

Wegen der Klimakrise wird mit einer Zunahme an Murgängen gerechnet. Wenn hochalpine Permafrostböden und Blockgletscher auftauen, entsteht viel mobilisierbares Material, das dann als Mure oder Bergsturz abgehen kann.

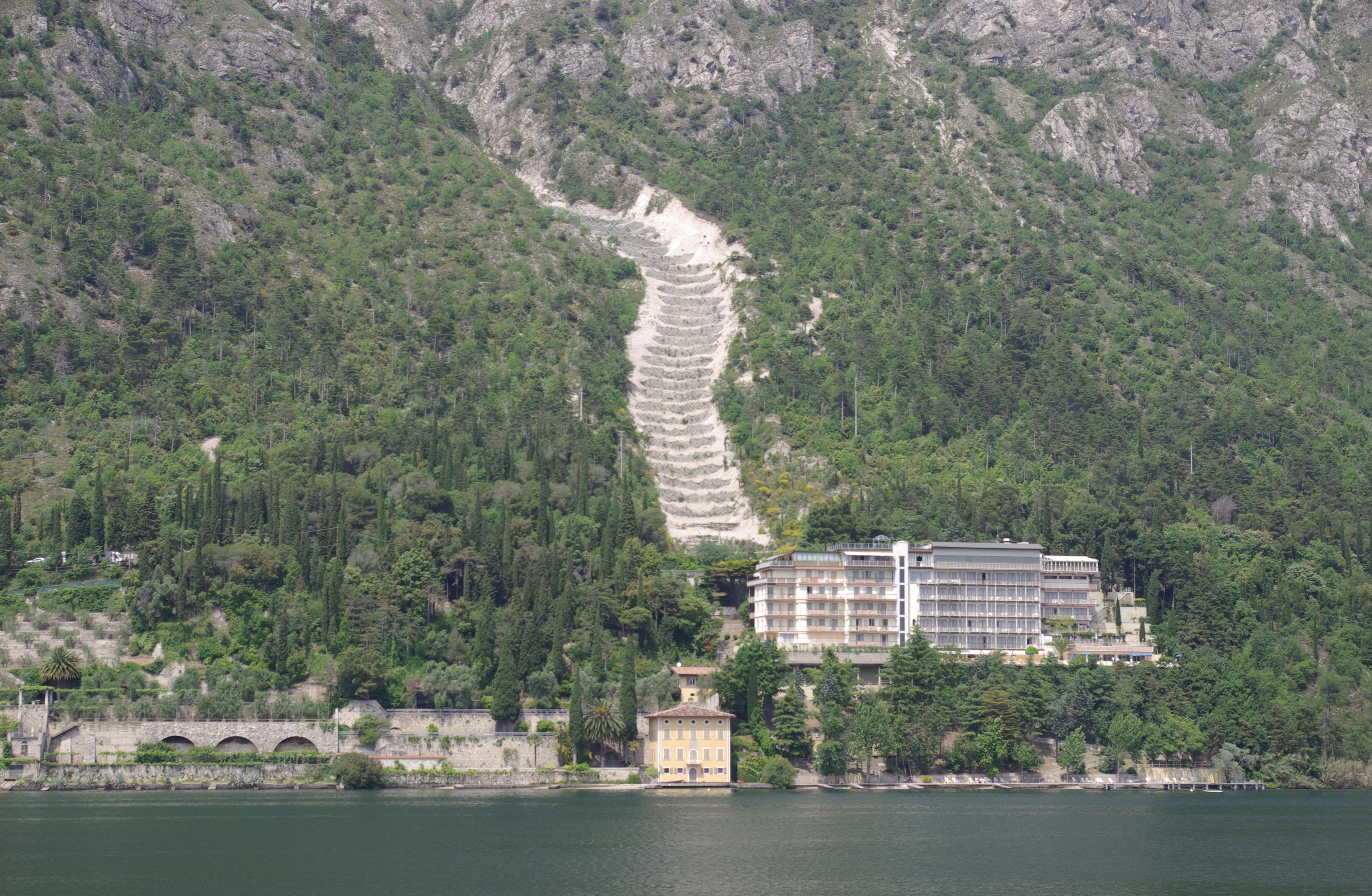
Sperren gegen einen Murgang am Gardasee

## Datierung von Ereignissen
Bleiben die Ablagerungen von Murgängen als Murzungen und Murkegel erhalten, können sie auf verschiedenen Wegen datiert und so der ungefähre Zeitpunkt eines einzelnen Murgangs bestimmt werden. Die systematische Erfassung von möglichst vielen Murgangereignissen kann so Informationen über die generelle Muranfälligkeit sowie über die Klimageschichte eines Gebiets liefern. Häufig wird das Alter der Bäume bestimmt, die auf Murzungen und -kegeln wachsen. Möglich sind auch sedimentologische Untersuchungen. So wurde am Pragser Wildsee die Beziehung zwischen Murgängen und den daraus resultierenden Ablagerungen auf dem Seegrund untersucht. Durch Auswertung der See-Sedimente war es möglich, einen Mur-Kalender zu erstellen. Hierbei sind über Jahrhunderte deutliche Unterschiede in der Häufigkeit von Murgängen festzustellen. Ein Zusammenhang zwischen Mur-Aktivität und Großklima konnte jedoch nicht festgestellt werden, so dass anthropogene Ursachen vermutet werden.